# Aldeanueva de Barbarroya (kommun)
Aldeanueva de Barbarroya är en kommun i Spanien.   Den ligger i provinsen Toledo och regionen Kastilien-La Mancha, i den centrala delen av landet, 140 km sydväst om huvudstaden Madrid. Antalet invånare är 650.